# فسفینات

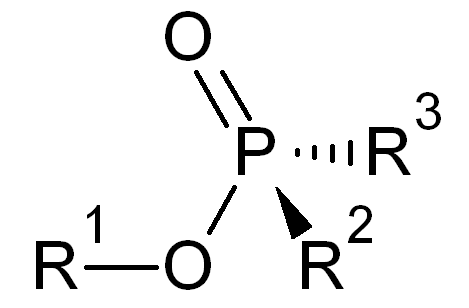

فسفینات از جمله ترکیبات آلی فسفر با فرمول OP(OR)R2 است. گروه فسفینات یک ایزومر ساختاری از گروه فسفونیت، P(OR)2R است.

## ساخت
فسفینات را می‌توان با کمک واکنش مایکلز–آربوزوف ساخت. فسفینیت P(OR)R2 را می‌توان به فسفینات اکسید کرد.

## ترکیب‌های مشابه
- فسفین - PR3
- فسفین اکسید - OPR3
- فسفیت - P(OR)3
- فسفونات - OP(OR)2R
- فسفات - OP(OR)3
- بنسولید - دارای آنالوگ گوگرد، SP(SR)R2